# Volleyball-Europapokal der Pokalsieger 1984/85 (Frauen)
Der Europapokal der Pokalsieger der Frauen 1984/85 war die 13. Auflage des Wettbewerbes, an der 19 Volleyball-Vereinsmannschaften aus 19 Ländern teilnahmen. Im letzten Spiel der Finalrunde standen sich die beiden bis dahin ungeschlagenen Mannschaften vom SC Dynamo Berlin aus der DDR und Uralotschka Swerdlowsk aus der Sowjetunion gegenüber. Mit einem Sieg nach fünf Sätzen, konnten die Berlinerinnen ihren Titel aus dem Vorjahr erfolgreich verteidigen.

## Teilnehmer
| Belgien - DECO Denderhoutem Bulgarien - Akademik Sofia BR Deutschland - USC Münster Deutsche Demokratische Republik - SC Dynamo Berlin Frankreich - CASG Paris Griechenland - Panathinaikos Athen Israel - Hapoel Bat Yam | Italien - Nelsen Reggio Emilia Jugoslawien - Roter Stern Belgrad Niederlande - Delta Lloyd Amsterdam Norwegen - Berkameratene Kongsberg Österreich - Kaufhaus Innsbruck Portugal - Atlético Porto | Schweden - KFUM Göteborg Schweiz - BTV Luzern Sowjetunion - Uralotschka Swerdlowsk Tschechoslowakei - Slávia UK Bratislava Türkei - Arçelik SK Istanbul Ungarn - Dózsa Újpest Budapest |

## Modus
Von der Ausscheidungsrunde bis zum Viertelfinale spielten die Mannschaften im K.-o.-System. In jeder Runde gab es Hin- und Rückspiele. Nach dem Viertelfinale ermittelten dann die letzten vier Mannschaften in einem Finalrunden-Turnier den Europapokalsieger.

## Ausscheidungsrunde
|                     | Gesamt |                         | Hinspiel | Rückspiel |
| ------------------- | ------ | ----------------------- | -------- | --------- |
| BTV Luzern          | 3:5    | Kaufhaus Innsbruck      | 0:3      | 3:2       |
| Roter Stern Belgrad | 6:0    | Hapoel Bat Yam          | 3:0      | 3:0       |
| DECO Denderhoutem   | 6:2    | Berkameratene Kongsberg | 3:1      | 3:1       |

## Achtelfinale
|                       | Gesamt |                        | Hinspiel | Rückspiel |
| --------------------- | ------ | ---------------------- | -------- | --------- |
| Slávia UK Bratislava  | 6:0    | Arçelik SK Istanbul    | 3:0      | 3:0       |
| Delta Lloyd Amsterdam | 1:6    | Nelsen Reggio Emilia   | 1:3      | 0:3       |
| CASG Paris            | 6:2    | Kaufhaus Innsbruck     | 3:1      | 3:1       |
| Akademik Sofia        | 6:2    | Roter Stern Belgrad    | 3:0      | 3:2       |
| KFUM Göteborg         | 3:5    | USC Münster            | 3:2      | 0:3       |
| Panathinaikos Athen   | 0:6    | Uralotschka Swerdlowsk | 0:3      | 0:3       |
| Dózsa Újpest Budapest | 6:0    | Atlético Porto         | 3:0      | 3:0       |
| DECO Denderhoutem     | 0:6    | SC Dynamo Berlin       | 0:3      | 0:3       |

## Viertelfinale
|                       | Gesamt |                        | Hinspiel | Rückspiel |
| --------------------- | ------ | ---------------------- | -------- | --------- |
| Slávia UK Bratislava  | 2:6    | Nelsen Reggio Emilia   | 1:3      | 1:3       |
| CASG Paris            | 2:6    | Akademik Sofia         | 2:3      | 0:3       |
| USC Münster           | 0:6    | Uralotschka Swerdlowsk | 0:3      | 0:3       |
| Dózsa Újpest Budapest | 1:6    | SC Dynamo Berlin       | 0:3      | 1:3       |

## Finalrunde
Die Finalrunde fand vom 8. bis 10. Februar im Atatürk-Sportpalast der türkischen Hauptstadt Ankara statt.

### Spiele
| Datum           |                        | Ergebnis |                        |
| --------------- | ---------------------- | -------- | ---------------------- |
| Fr 0.8. Februar | SC Dynamo Berlin       | 3:0      | Nelsen Reggio Emilia   |
| Fr 0.8. Februar | Uralotschka Swerdlowsk | 3:0      | Akademik Sofia         |
| Sa 09. Februar  | Uralotschka Swerdlowsk | 3:0      | Nelsen Reggio Emilia   |
| Sa 09. Februar  | SC Dynamo Berlin       | 3:0      | Akademik Sofia         |
| So 10. Februar  | Akademik Sofia         | 3:1      | Nelsen Reggio Emilia   |
| So 10. Februar  | SC Dynamo Berlin       | 3:2      | Uralotschka Swerdlowsk |

### Abschlusstabelle
| Pl. | Verein                 | S | N | Sätze | Punkte |
| --- | ---------------------- | - | - | ----- | ------ |
| 1   | SC Dynamo Berlin       | 3 | – | 9:2   | 6      |
| 2   | Uralotschka Swerdlowsk | 2 | 1 | 8:3   | 5      |
| 3   | Akademik Sofia         | 1 | 2 | 3:7   | 4      |
| 4   | Nelsen Reggio Emilia   | – | 3 | 1:9   | 3      |

 Europapokalsieger

## Europapokalsieger
| 1.                        | SC Dynamo Berlin |
| ------------------------- | --- |
| Logo vom SC Dynamo Berlin | Spielerinnen: Ariane Radfan , Heike Lehmann, Ramona Landgraf, Monika Beu, Maike Arlt, Grit Jensen, Ute Langenau, Silke Schott, Kathleen Bonath, Heike Jensen, Kathrin Langschwager Trainer: Siegfried Köhler |